# میگوی زنبوری طلایی
میگوی زنبوری طلایی (نام علمی: Caridina cantonensis) نام یک گونه از فروراسته میگوهای اصلی است.